# 莫濟里區
莫濟里區（羅馬化：Mozyrskiy rayon）是白俄羅斯東南部戈梅利州的一個區，行政中心为莫济里，面積1,603.47平方公里，2009年人口128,817，人口密度每平方公里80.05人。